# Arqueoacústica
L'arqueoacústica és un subcamp de l'arqueologia i de l'acústica que estudia la relació entre les persones i el so al llarg de la història. És un camp interdisciplinari que aporta metodologies importades de l'acústica, l'arqueologia i la simulació per ordinador, i està àmpliament relacionat amb temes de l'antropologia cultural com l'arqueologia experimental i l'etnomusicologia. Com que moltes cultures tenen components sonors, l'aplicació de mètodes acústics a l'estudi de jaciments i artefactes arqueològics pot revelar nova informació sobre les civilitzacions estudiades.

## Metodologia de la disciplina
Com que l'estudi de l'arqueoacústica s'ocupa d'una varietat de fenòmens culturals, les metodologies depenen del tema d'investigació. La majoria dels estudis arqueoacústics es poden agrupar en un estudi d'artefactes (com instruments musicals) o de llocs (edificis o llocs).
Per als jaciments arqueològics o històrics que encara existeixen en l'actualitat, es poden utilitzar mètodes de mesura de l'àmbit de l'acústica arquitectònica per caracteritzar el comportament del camp acústic del lloc. Quan els llocs s'han alterat del seu estat original, es pot utilitzar un enfocament de metodologia mixta on les mesures acústiques es combinen amb reconstruccions i simulacions virtuals. La sortida d'aquestes simulacions es pot utilitzar per escoltar l'estat històric del lloc (via Auralization ), per ajudar en una anàlisi basada en els principis de la  psicoacústica i per a la contextualització de la societat quan es tenen en compte fonts històricament rellevants.
Per als objectes arqueològics es poden utilitzar mesures i simulacions acústiques per investigar el possible comportament acústic dels artefactes trobats en un lloc, com en el cas d'un pot acústic. En una línia similar, la relació entre els usos culturals d'un espai i els artefactes que s'hi troben es pot examinar experimentalment, com passa amb els litòfons i les roques sonores.

## Aplicacions destacades

### Formacions naturals
Iegor Reznikoff i Michel Dauvois van estudiar les coves pintades prehistòriques de França i van trobar vincles entre el posicionament de les obres d'art i els efectes acústics. Un projecte AHRC encapçalat per Rupert Till de la Universitat de Huddersfield, Chris Scarre de la Universitat de Durham i Bruno Fazenda de la Universitat de Salford estudia relacions similars a les coves pintades prehistòriques del nord d'Espanya.
Més recentment, els arqueòlegs Margarita Díaz-Andreu, Carlos García Benito i Tommaso Mattioli han dut a terme treballs sobre paisatges d'art rupestre a Itàlia, França i Espanya, prestant especial atenció a l'ecolocalització i l'audibilitat augmentada de sons llunyans que s'experimenta en alguns jaciments d'art rupestre.
Steven Waller també ha estudiat els vincles entre l'art rupestre i el so.

### Estructures i edificis

#### Stonehenge

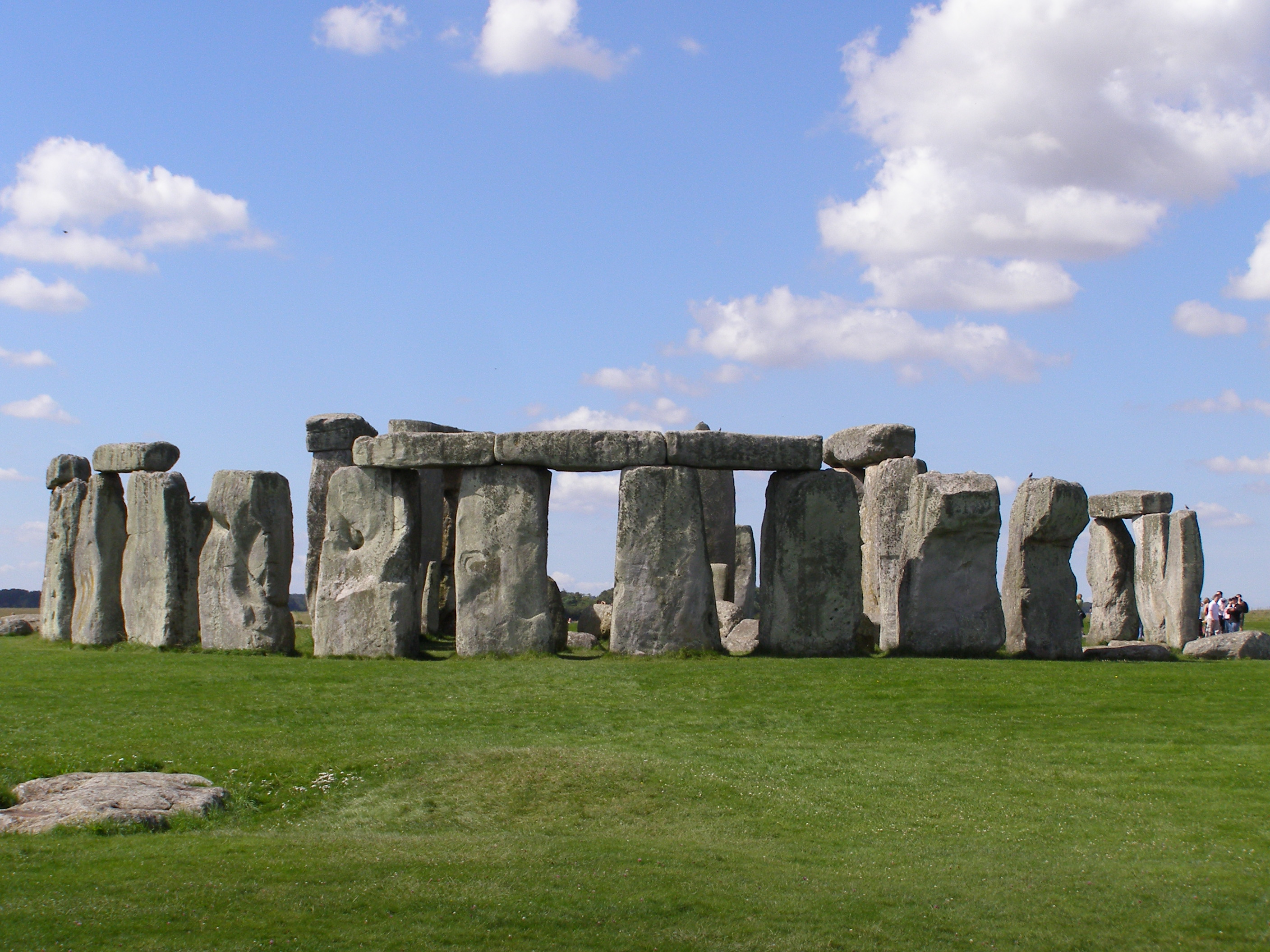
Stonehenge el 2007.

El 1999, Aaron Watson va dur a terme treballs sobre l'acústica de nombrosos jaciments arqueològics, inclòs el de Stonehenge, i va investigar nombroses tombes de cambra i altres cercles de pedra. Rupert Till ( Huddersfield ) i Bruno Fazenda ( Salford ) també van explorar l'acústica de Stonehenge.  En una conferència de 2011, Steven Waller va argumentar que es van utilitzar patrons d'interferència acústica per dissenyar el projecte de Stonehenge.  Gairebé una dècada més tard, en un estudi detallat descrit en un article de revista del 2020 del Journal of Archaeological Science, un equip dirigit per Trevor Cox i Bruno Fazenda ( Salford ) va emprar una reconstrucció de maquetes acústiques a escala de Stonehenge per examinar l'acústica dins i al voltant del lloc en diferents etapes històriques del monument, aplicant mètodes d'estudis i coneixements arquitectònics sofisticats i arquitectònics. arqueologia prehistòrica, que ofereix una visió nova de com la parla i els sons musicals van ser alterats per l'acústica de Stonehenge.

#### Chavín de Huantar
Miriam Kolar i els seus col·legues (Stanford) van estudiar diversos atributs espacials i perceptius de Chavín de Huantar. Van identificar dins del jaciment la mateixa ressonància produïda per les petxines pututu (també utilitzades com a instruments en la cultura Chavín ).

#### Chichén Itzá

Chichén Itzá el 2009.

La investigació científica dirigida des de 1998 suggereix que la piràmide de Kukulkan a Chichén Itzá imita el so de xiuxiuejar de l'ocell quetzal quan els humans aplaudim al seu voltant. Els investigadors argumenten que aquest fenomen no és casual, que els constructors d'aquesta piràmide es van sentir divinament recompensats per l'efecte de ressò d'aquesta estructura. Tècnicament, el soroll dels aplaudiments sona i s'escampa contra els passos alts i estrets de pedra calcària del temple, produint un to semblant a un xiulet que disminueix en freqüència.

### Artefactes
El treball de l'arqueòleg Paul Devereux (2001) ha analitzat les roques sonades, Avebury i diversos altres temes, que detalla al seu llibre Stone Age Soundtracks.
Ian Cross, de la Universitat de Cambridge, ha explorat la litoacústica, l'ús de les pedres com a instruments musicals.
L'arqueòloga Cornelia Kleinitz ha estudiat el so d'un gong de pedra del Sudan amb Rupert Till i Brenda Baker.

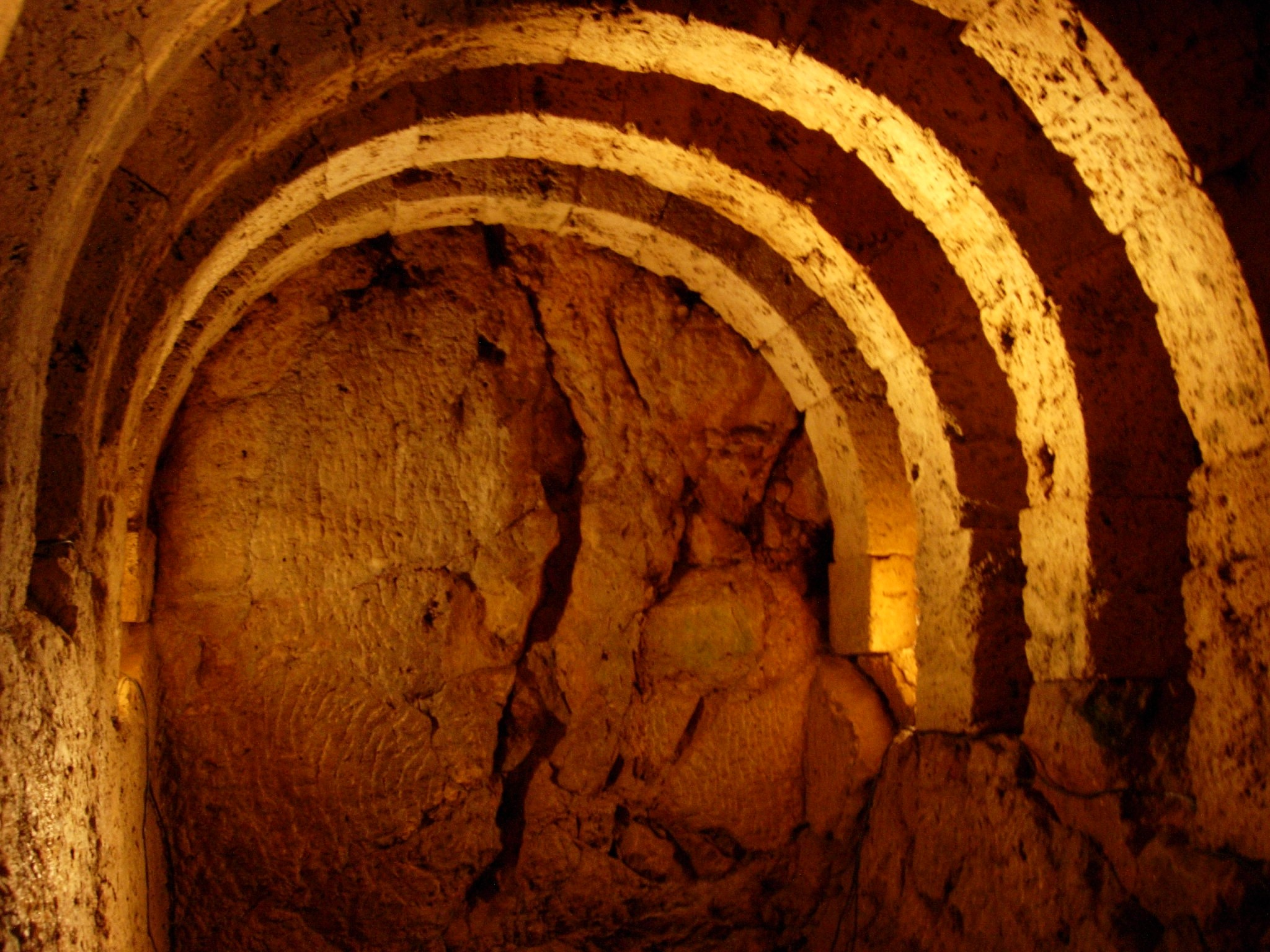
Soterrani de Necromanteion d'Acheron l'any 2005.

Panagiotis Karampatzakis i Vasilios Zafranas van investigar les propietats acústiques del Necromanteion d'Acheronte, els gerros acústics d'Aristoxenus, i l'evolució de l'acústica en l'antiga odea grega i romana.

## Grups d'estudi
L'activitat dels grups de recerca en l'àmbit de l'arqueoacústica (de vegades anomenada "patrimoni acústic") i l'àmbit relacionat de l'arqueologia musical està determinada per la disponibilitat de finançament, encara que alguns grups mantenen una presència a llarg termini en el camp. En els darrers vint anys, molts investigadors han dut a terme treballs fonamentals en el desenvolupament de mètodes per identificar, conservar o recrear aspectes d'entorns acústics històrics, així com estudis de casos en llocs patrimonials rellevants.
L'Acoustics and Music of British Prehistory Research Network va ser finançat pel Arts and Humanities Research Council i Engineering and Physical Sciences Research Council, dirigit per Rupert Till i Chris Scarre, així com pel professor Jian Kang del Departament d'Arquitectura de la Universitat de Sheffield. Té una llista d'investigadors que treballen en el camp i enllaços a molts altres llocs rellevants. Des de l'any 2002 es tracta d'una llista de correu electrònic que es va crear arran de la Primera Trobada Panamericana/Ibèrica sobre Acústica de Victor Reijs.
Amb seu als Estats Units, la Fundació OTS ha realitzat diverses conferències internacionals específicament sobre arqueoacústica, centrades en l'experiència humana del so en espais rituals i cerimonials antics. Els articles publicats representen un estudi multidisciplinari més ampli i inclouen aportacions dels àmbits de l'arqueologia, l'arquitectura, l'enginyeria acústica, l'art rupestre i la psicoacústica, així com informes de treball de camp de Gobekli Tepe i el sud de Turquia, Malta i altres llocs del món.
L'European Music Archaeology Project és un projecte multimilionari per a mirar de recrear instruments antics i els seus sons, i també recrear els entorns o situacions en què s'haurien tocat.

## Teories desacreditades
Abans de la creació de l'arqueoacústica com a àrea formal d'estudi, la possibilitat d'enregistrar el so era difícil, tot i que el podem trobar contingut en artefactes antics que desperten l'interès d'alguns teòrics. Els cilindres de fonògraf emmagatzemen el so gravat a la superfície del cilindre, que pot ser reproduït per un fonògraf amb la configuració adequada. Es va plantejar la hipòtesi que aquest procés es podria haver replicat de manera accidental quan es feia una olla o una gerra de ceràmica, i que aquests artefactes es podrien "sonificar" per a recuperar sons molt més antics continguts en medis elàstics.
El 1902, Charles Sanders Peirce va expressar aquesta idea quan va escriure: "Dóna a la ciència només cent segles més d'augment de la progressió geomètrica, i és possible que ella trobi que les ones sonores de la veu d'Aristòtil s'han enregistrat d'alguna manera". El concepte va continuar sent d'interès durant la segona meitat del segle, amb David EH Jones discutint el tema a la seva columna "Daedalus" al número del 6 de febrer de 1969 de la revista New Scientist, escrivint:
| « | [A] trowel, like any flat plate, must vibrate in response to sound: thus, drawn over the wet surface by the singing plasterer, it must emboss a gramophone-type recording of his song in the plaster. Once the surface is dry, it may be played back. | » |

 Jones va rebre posteriorment una carta de Richard G. Woodbridge III, afirmant que ja havia estat treballant en la idea i afirmant que havia enviat un article sobre el tema a la revista Nature. El document no va aparèixer mai a Nature, però les Actes de l'IEEE van imprimir una carta de Woodbridge titulada "Acoustic Recordings from Antiquity" a la seva edició d'agost de 1969. En aquesta carta, l'autor va cridar l'atenció sobre el que va anomenar "Arqueologia acústica" i va descriure alguns dels primers experiments en el camp. A continuació, va descriure els seus experiments amb la fabricació d'olles de fang i pintures a l'oli a partir de les quals es podia reproduir el so, utilitzant un cartutx de tocadiscos convencional connectat directament a un conjunt d'auriculars. Va afirmar haver extret el brunzit de la roda del terrisser de les ranures d'una olla, i la paraula "blau" d'una anàlisi de pegat de color blau en una pintura.
El 1993, la idea va ser explorada pel professor d'arqueologia Paul Åström i el professor d'acústica Mendel Kleiner, que van informar que podien recuperar alguns sons de la ceràmica, principalment a les freqüències superiors.
Tal com s'ha comentat en un episodi de MythBusters (Episodi 62: Killer Cable Snaps, Pottery Record), mentre que alguns fenòmens acústics genèrics es poden trobar a la ceràmica, és poc probable que es pugui gravar cap so perceptible (com algú parlant) a les olles, tret que la gent antiga tingués els coneixements tècnics per posar deliberadament els sons dels artefactes.

## En la cultura popular
- Un episodi de 1955 de la sèrie de televisió sindicada dels Estats Units Science Fiction Theatre, anomenat "The Frozen Sound", implica una pedra de lava endurida, conservada durant molt de temps com a pisapapers, que resulta haver gravat les veus d'una multitud en pànic a Pompeia gairebé 2000 anys abans.
- L'obra de televisió de la BBC de 1972 de Nigel Kneale, The Stone Tape, va ajudar a popularitzar el terme "teoria de la cinta de pedra".
- Arthur C. Clarke va discutir la idea en una conferència de la NASA sobre el futur de la tecnologia a principis dels anys setanta.
- En un episodi de Mysteryquest on History anomenat Stonehenge, Rupert Till i Bruno Fazenda feien proves acústiques a Stonehenge i al Maryhill Monument, una rèplica a mida completa de Stonehenge als EUA.
- El conte "Time Shards" de Gregory Benford de 1979 tracta d'un investigador que recupera un so mil·lenari d'una peça de ceràmica llançada sobre una roda i inscrita amb un fil fi mentre girava. A continuació s'analitza el so per revelar converses entre el terrisser i el seu ajudant en anglès mitjà.
- El conte de Rudy Rucker de 1981 "Buzz" inclou una petita secció d'àudio recuperada de la ceràmica egípcia antiga.
- Un episodi de The X-Files de l'any 2000, " Hollywood AD ", presenta "The Lazarus Bowl", una mítica peça de ceràmica que es considera que hi va gravar les paraules que Jesucrist va dir quan va ressuscitar Llàtzer d'entre els morts.
- Al joc de 1996 Amber: Journeys Beyond, aquest fenomen es coneix com a "teoria de la cinta de pedra" i una part clau de la trama del joc.
- CSI: Crime Scene Investigation va utilitzar això a l'episodi de 2005 "Committed", on la conversa d'un reclus es grava parcialment en un pot de fang.
- A l'episodi de la primera temporada de Fringe titulat "The Road Not Taken", s'utilitza un microscopi electrònic per reproduir sons capturats en una finestra parcialment fosa.
- A Jurassic Park III s'utilitza una rèplica de laringe impresa en 3D per comunicar-se amb els velociraptors.